# Squalodon
Squalodon is een geslacht van uitgestorven tandwalvissen uit het Mioceen.
De Squalodontidae is verwant aan de rivierdolfijnen. Squalodon was 2,5 tot 3 meter lang en had een pantropische verspreiding in de open zeeën van het Mioceen. Deze tandwalvis had een gestroomlijnd lichaam en een lange smalle snuit met puntige, haaiachtige tanden. Squalodon had een heterodont gebit met snijtanden, hoektanden en kiezen, in tegenstelling tot het uniforme gebit van hedendaagse tandwalvissen. Dit wijst op een minder gespecialiseerd dieet en Squalodon voedde zich waarschijnlijk met kleine vissen en inktvissen. Dit dier had een flexibelere nek dan moderne tandwalvissen. De neusgaten zaten al boven op de kop en Squalodon had dus waarschijnlijk net als de huidige walvisachtigen een spuitgat. Mogelijk beschikte Squalodon ook al over echolocatie.
In Nederland zijn bij Miste (Winterswijk) en in Noord-Brabant fossielen van Squalodon gevonden.

## Soorten
Als het typegeslacht van Squalodontidae is Squalodon een verzamelplaats geworden voor verschillende squalodontiden of zelfs taxa waarvan ooit gedacht werd dat ze tot Squalodontidae behoorden. Er is echter geen herziening van Squalodon geweest.

### Soorten die momenteel als geldig zijn erkend
- Squalodon grateloupii Meyer, 1843 (typesoort)
- Squalodon antverpiensis van Beneden, 1861
- Squalodon bariensis (Jourdan 1861)
- Squalodon barbarus Mchedlidze and Aslanova 1968
- Squalodon calvertensis Kellogg 1923
- Squalodon whitmorei Dooley 2005
- Squalodon catulli Molin 1859

### Twijfelachtig of oorspronkelijk toegewezen aan Squalodon.
- Arionus servatus Meyer, 1841 = Squalodon meyeri Brandt, 1873
- Pachyodon mirabilis Meyer, 1838
- Rhytisodon tuberculatus Costa, 1852
- Smilocamptus burgueti Gervais, 1859
- Phocodon melitensis (Blainville, 1840) = Phoca melitensis Blainville, 1840 = Phocodon scillae Agassiz, 1841
- "Squalodon" kelloggi Rothausen, 1968
- Squalodon bellunensis Dal Piaz, 1901
- Squalodon peregrinus Dal Piaz, 1971
- Squalodon imperator Cigala-Fulgosi & Pilleri, 1985
- Squalodon gambierensisGlaessner 1955